# Pequeñas heridas
Pequeñas heridas (en francés Petites coupures) es una película francesa de Pascal Bonitzer, quien también fue coautor del guion junto a Emmanuel Salinger. Fue estrenado en 2003. Una gran parte de la cinta se desarrolla en los Alpes.

## Sinopsis
Bruno (Daniel Auteuil), periodista comunista confundido en sus ideas, escribe los discursos de Gérard. Cae en una vida disoluta, entre una esposa y tres amantes: Gaëlle, Nathalie, luego Béatrice y Mathilde.

## Reparto
- Daniel Auteuil: Bruno.
- Emmanuelle Devos: Gaëlle.
- Ludivine Sagnier: Nathalie.
- Kristin Scott Thomas: Béatrice.
- Pascale Bussières: Mathilde.
- Jean Yanne: Gérard.